# Crash Time: Autobahn Pursuit
Crash Time: Autobahn Pursuit (conocido en el Reino Unido como Crash Time y en el resto de Europa como Alarm für Cobra 11: Crash Time) es un videojuego de carreras basado en misiones lanzado para PC en 2007 y Xbox 360 en 2008, y una secuela de Alarm für Cobra 11: Nitro. Se basa en la serie de televisión alemana Alerta Cobra, y presenta a varios personajes del programa que se abren camino a través de casos criminales ambientados en versiones ficticias de las calles de la ciudad de Colonia, y la autopista en Renania del Norte Westfalia. Los desarrolladores crearon un "Pathfinder" para garantizar que los vehículos IA no siempre sigan el mismo camino durante una persecución. No fue bien recibido por los críticos, siendo preocupantes los gráficos y la trama. Se han lanzado cuatro secuelas en Xbox 360 y a través del proveedor de contenido en línea Steam.

## Jugabilidad
El jugador asume el papel de uno de varios oficiales en el ficticio equipo Cobra 11, de la serie de televisión Alarm für Cobra 11 - Die Autobahnpolizei, una unidad de policía en Alemania asignada para patrullar el Autobahn y otras redes de carreteras. El jugador generalmente toma el papel de Chris Ritter o Semir Gerkhan, pero hay una misión temprana (Suerte del principiante) donde el jugador toma el lugar del "novato". Los oficiales están acusados de detener e interrogar a sospechosos sobre diversas actividades criminales. El juego presenta al jugador una serie de "casos" ficticios que deben resolverse para progresar.

## Desarrollo
El juego fue desarrollado para Xbox 360 por Synetic y publicado en Norteamérica por Crave Entertainment con una fecha de lanzamiento del 5 de agosto de 2008. En Europa, el juego fue publicado por RTL Playtainment, una subsidiaria de RTL Television, y fue lanzado el 9 de mayo de 2008. La versión para PC fue lanzada el 7 de noviembre de 2007.
Utilizando una versión mejorada del motor de juego "Crash Time: Autobahn Pursuit" desarrollado para Mercedes-Benz World Racing, Synetic también desarrolló un sistema "pathfinder" para permitir que los vehículos controlados por IA elijan su propia ruta hacia un destino, de modo que no haya dos actividades iguales. Según Andreas Leicht, gerente de producto de Synetic, la creación del sistema "pathfinder" fue la parte más difícil y lenta del ciclo de desarrollo. El escenario se ejecuta en un recuento de polígonos de 1,200,000 triángulos por escena con un modelo de daños basado en impulsos físicos durante una colisión, en el que la base vértice se deforma. Además, el daño visual al modelo animado se activa si la deformación excede los límites especificados, lo que significa que los automóviles no solo se deforman, sino que las piezas pueden romperse y caerse.
El diseño de la ciudad para el juego se basó en la arquitectura de la vida real utilizando edificios industriales, distritos urbanos y estaciones de ferrocarril como modelos, aunque el juego no contiene una ciudad real completa. El equipo de desarrollo obtuvo varios miles de fotos, DVD de texturas e investigó libros y videos para obtener una apariencia "real" de las ciudades.

## Recepción
El IGN Xbox Team calificó "Crash Time: Autobahn Pursuit" como uno de los cinco peores juegos de conducción en Xbox 360, principalmente en referencia a la configuración de la policía alemana en el juego, y la voz pobre que actúa en las versiones de idioma inglés. En una revisión para IGN por Ryan Geddes, hubo críticas de que lo que podría haber sido un juego emocionante se ha reducido a lo mundano. La curva de dificultad fue etiquetada como "inconsistente", con "niveles de pastel seguidos inmediatamente por niveles casi imposibles". El modo "Casos" fue criticado ya que el jugador no puede decir cuántas misiones quedan hasta que se complete el caso, lo que hace imposible la planificación de una sesión de juego. Las misiones han sido descritas como aburridas y aburridas.
Hubo elogios por los accidentes, y se ha observado que las explosiones son pobres, pero sus restos resultantes son un buen toque. Francis Clarke de AceGamez declaró que los gráficos no son aceptables para un juego moderno con texturas que no resisten el escrutinio minucioso y un efecto de recorte al conducir por los campos. Ha habido críticas de que los vehículos en el juego aparecen, lo que se destaca por la velocidad a la que viaja el jugador.